# Graciela Pintado de Madrazo
Graciela Pintado de Madrazo es una localidad del municipio de Balancán ubicado en la subregión de los Ríos del estado mexicano de Tabasco.

## Geografía
La localidad se ubica a 26.0 kilómetros (en dirección sur) de la localidad de Balancán de Domínguez, la cabecera y lugar más poblado del municipio. Se sitúa en las coordenadas geográficas 18°02′27″N 91°32′30″O / 18.040833, -91.541667, a una elevación de 6 metros sobre el nivel del mar.

## Demografía
Según el Conteo de Población y Vivienda 2020, efectuado por el Instituto Nacional de Estadística y Geografía, la localidad de Graciela Pintado de Madrazo tiene 22 habitantes, de los cuales 14 son del sexo masculino y 8 del sexo femenino. Su tasa de fecundidad es de 4 hijos por mujer y tiene 7 viviendas particulares habitadas.
| Gráfica de evolución demográfica de Graciela Pintado de Madrazo entre 2000 y 2020 |
|                                                                                   |
| INEGI.                                                                            |